# De Spelbrekers
De Spelbrekers est un duo néerlandais composé de Theo Rekkers (né le 24 avril 1924 à Valburg et mort le 20 avril 2012), et Huug Kok (né le 19 février 1918 et mort le 27 octobre 2011). Le duo s'est formé en 1945 à la fin de la Seconde Guerre mondiale avant de se séparer en 1975 après 30 ans d'activité.
Le duo est connu aux Pays-Bas pour son succès Oh, wat ben je mooi, chanson qui s'était classée en 5e position du classement néerlandais pendant les mois de juin et juillet 1956 et à l'international pour sa participation au Concours Eurovision de la chanson 1962 pour les Pays-Bas avec la chanson Katinka.